# Francesco Tassi
Francesco Maria Tassi (Bergamo, 14 giugno 1710 – 8 settembre 1782) è stato uno storico dell'arte italiano.

## Biografia
Francesco  nacque a Bergamo dal conte Iacopo e dalla contessa Elisabetta Vailetti, venne educato dai frati gesuiti a Parma, mentre da Vittore Ghislandi imparò il disegno. Nel 1731 si recò prima a Venezia e successivamente a Roma per poter visionare i capolavori d'arte che aveva studiato.  Da qui il progetto di scrivere la vita e la storia degli artisti bergamaschi, progetto che realizzò con l'aiuto dello zio abate Giuseppe Maria.
 Sposò Chiara Redeti, una patrizia veneziana, nel 1741, e a Venezia poté reperire libri d'arte e documenti importanti per la realizzazione e il completamente del testo sull'arte e sugli artisti. Il progetto si realizzò con l'opera Vite dei pittori, scultori e architetti bergamaschi (1793), pubblicazione postuma con aggiunta di testo dei fratelli Girolamo e Carlo Marenzi. La morte, che lo colse all'improvviso, gli permise di ultimare solo 14 dei ritratti degli artisti di cui aveva studiato la vita e le opere . Ma il suo lavoro è importante fonte di notizie sulla pittura bergamasca, su Lorenzo Lotto, Enea Salmeggia, Francesco Zucco, e il vasto tessuto artistico che coprì il quattrocento fino al seicento bergamasco.
Le sue amicizie con eminenti artisti dell'epoca quali Fra Galgario, Giambattista Tiepolo, Francesco Zuccarelli, spesso ospiti della sua Villa di celadina, lo rende estremamente importante nel panorama della storia dell'arte per la ricchezza di notizie, al punto di valergli la definizione di "Vasari dell'arte bergamasca".
Nel 1761 tornò a Bergamo, ormai infermo; e nel 1782 venne insignito del titolo onorario di accademico dell'Accademia di pittura di Venezia.

## Opere
- Vite de' pittori, scultori e architetti bergamaschi  (dove cita tra le altre la Madonna in trono con Santi Giacomo e Giovanni del 1561-62 di Giovan Battista Moroni)